# Hellinsia tephradactyla
Hellinsia tephradactyla là một loài bướm đêm thuộc họ Pterophoridae. Nó được tìm thấy ở hầu hết châu Âu (except Iceland, bán đảo Iberia, Ukraina và Croatia).
Sải cánh dài 18–23 mm. Con trưởng thành bay vào tháng 7.
Ấu trùng ăn Solidago virgaurea, Aster bellidiastrum và Bellis perennis.